# Publi Corneli Rufí Sul·la
Publi Corneli Rufí Sul·la (en llatí Publius Cornelius Rufinus Sulla) va ser un magistrat romà que va viure al segle iii aC. Va ser el besavi del dictador Sul·la i el net del cònsol Publi Corneli Rufí (dues vegades cònsol durant les guerres samnites). No es menciona al seu pare. Va ser el primer de la família que va portar el cognom Sul·la. Formava part de la gens Cornèlia
Va ser flamen dialis, pretor urbà i peregrí el 212 aC. El pretor de l'any anterior li va lliurar uns versos sagrats escrits per un vident anomenat Marci, en part referits al passat i en part al futur, que encomanava als romans organitzar els Ludi Apollinares, o jocs en honor d'Apol·lo. El Senat va ordenar que es consultessin els llibres sibil·lins i van comprovar que feien el mateix encàrrec. Llavors Publi Corneli Rufí Sul·la va organitzar els primers Ludi Apollinares, que es van celebrar aquell any per primer cop i el lloc escollit va ser el Circ Màxim.